# 泰诺尔格
泰诺尔格（法語：Thénorgues，法語發音：[tenɔʁɡ]）是法国阿登省的一个市镇，属于武济耶区。

## 地理
泰诺尔格（49°24'22"N, 4°55'43"E）面积9.25 平方千米，位于法国大東部大區阿登省，该省份为法国北部内陆省份，西接埃纳省，南至马恩省，东临默兹省，北与比利时接壤。
与泰诺尔格接壤的市镇（或旧市镇、城区）包括：布里克奈、比藏西、阿里库尔、韦尔佩勒。

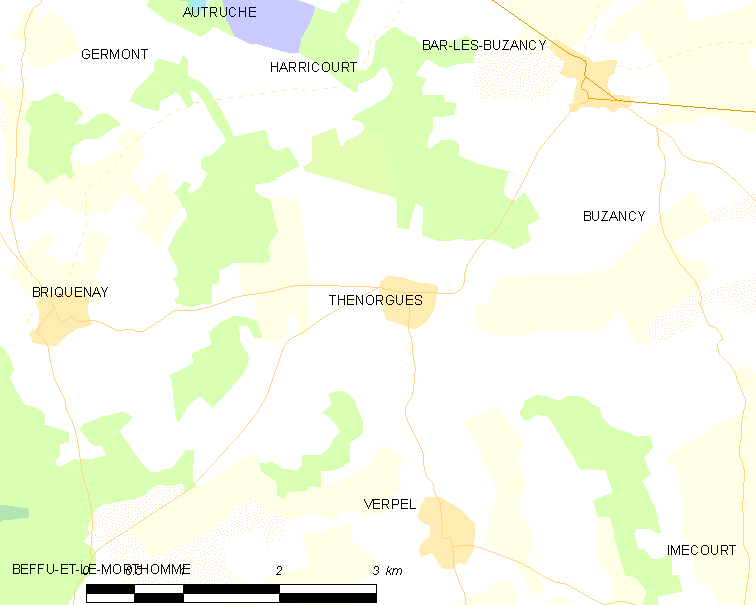
泰诺尔格的OSM定位图

泰诺尔格的时区为UTC+01:00、UTC+02:00（夏令时）。

## 行政
泰诺尔格的邮政编码为08240，INSEE市镇编码为08446。

## 政治
泰诺尔格所属的省级选区为武济耶县。

## 人口

1962-2008年间泰诺尔格人口变化图示

泰诺尔格于2022年1月1日时的人口数量为85人。